# Jacob Artist
Jacob Artist (n. 17 de octubre de 1992) es un actor, cantante y bailarín estadounidense. Se unió al reparto de la serie de comedia y drama musical de Fox Glee en la cuarta temporada, retratando a Jake Puckerman. Recientemente, actuó en el papel de Brandon Fletcher en la serie de drama y suspenso Quantico en ABC.

## Biografía

### Primeros años
Artist nació en Williamsville (Nueva York) de Darrell y Judith Artist. Su padre es afroamericano, mientras que su madre es de ascendencia polaca. Él tiene una hermana más joven llamada Jenna. Tomó lecciones de canto a través de la Community Music School en Buffalo, New York.
En 2010, Artist se graduó de Williamsville South High School un semestre antes, fue aceptado en Juilliard School para la danza. Sin embargo, lo rechazó para seguir una carrera de actuación.

## Filmografía
| Año       | Título                             | Rol              |
| --------- | ---------------------------------- | ---------------- |
| 2011      | Bucket & Skinner's Epic Adventures | Jimmy            |
| 2012—2015 | Glee                               | Jake Puckerman   |
| 2012      | Melissa & Joey                     | Cameron          |
| 2012      | Blue Lagoon: The Awakening         | Stephen Sullivan |
| 2012      | How to Rock                        | Dean Hollis      |
| 2013      | The Philosophers                   | Parker           |
| 2014      | White Bird in a Blizzard           | Oliver           |
| 2015      | Quantico                           | Brandon Fletcher |
| 2016      | American Horror Story: Roanoke     | Todd             |
| 2019      | Now Apocalypse                     | Isaac            |
| 2020      | The Get Together                   | Damien           |